# Koningin des Hemelskapel

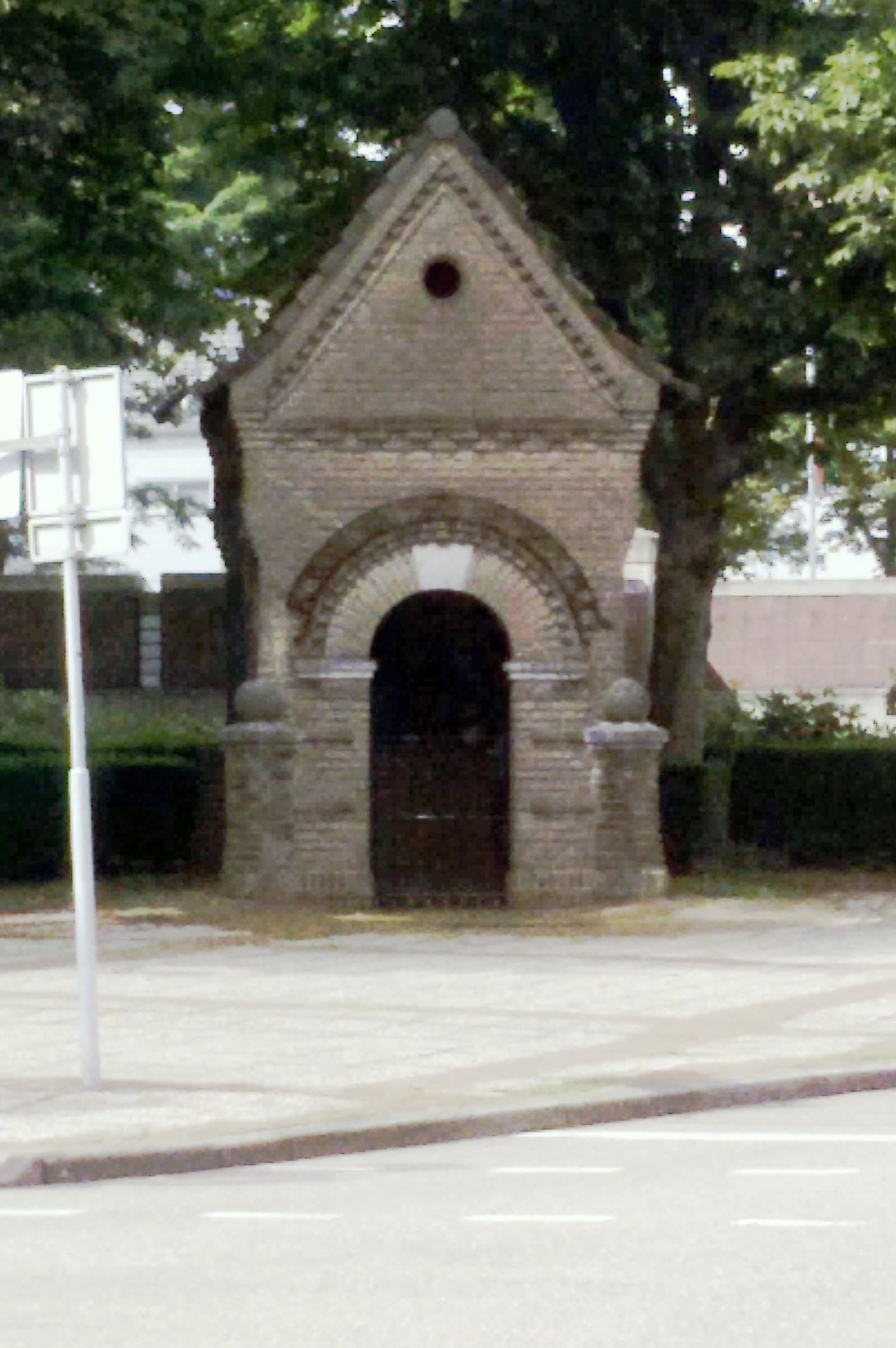
De kapel

De Koningin des Hemelskapel is een kapel in Sittard in de Nederlands Zuid-Limburgse gemeente Sittard-Geleen. De kapel staat aan De Wieër bij nummer 4 aan de zuidwestrand van de binnenstad, niet ver van de Engelenkampstraat. 
De kapel is gewijd aan Maria, specifiek aan Maria Koningin des Hemels.

## Geschiedenis
Op 8 december 1942 werd de kapel ingezegend. De kapel werd opgericht achter het Bisschoppelijk College.

## Bouwwerk
De bakstenen kapel is opgetrokken op een rechthoekig plattegrond en wordt gedekt door een zadeldak met geknikte dakvoet met pannen. In de zijgevels bevindt zich elk een rond venster met glas-in-lood. Op de vier hoeken van de kapel zijn lage overhoekse bakstenen kolommen aangebracht met hierop een hardstenen bol. De frontgevel is een puntgevel met bovenin een fronton in siermetselwerk met in het midden een rond venster. In de frontgevel bevindt zich de rondboogvormige toegang met sluitsteen die omlijst wordt door een brede band siermetselwerk en wordt afgesloten door een ijzeren hek. Rond de band siermetselwerk is in zwarte letters de tekst Koningin des Hemels BVO (BVO = bid voor ons) aangebracht.
Van binnen is de kapel uitgevoerd in baksteen. tegen de achterwand is het bakstenen altaar gemetseld met hierop een natuurstenen altaarblad. Boven het altaar springt de achterwand deels naar voren met hierboven een marmeren nis met daarin een Mariabeeld van de hand van Charles Vos. Het beeld toont de heilige terwijl zij in haar rechterhand een staf vasthoudt en op haar linkerarm het kindje Jezus draagt.